# Reality Pump
Reality Pump Studios est une société polonaise de développement de jeux vidéo fondée en 1995 et basée à Bielsko-Biała, en Pologne.

## Histoire
À l'origine un simple groupe de développeurs travaillant pour TopWare Interactive, la société prend officiellement le nom de Reality Pump - Game Development Studios en 2001, lors de son rachat par Zuxxez Entertainment. Le studio est fermé début 2015 par TopWare, qui rencontre de gros problèmes financiers.

## Jeux développés
- 1997 : Earth 2140
- 2000 : Earth 2150  : Escape From the Blue Planet
- 2000 : Earth 2150: The Moon Project
- 2001 : World War III: Black Gold
- 2002 : Earth 2150: Lost Souls
- 2003 : KnightShift (Polanie II)
- 2005 : Earth 2160
- 2007 : Two Worlds
- 2010 : Two Worlds II
- 2015 : Raven's Cry